# Норт Бетесда (Мериленд)
Норт Бетесда (енгл. North Bethesda) насељено је место без административног статуса у америчкој савезној држави Мериленд.

## Демографија
По попису из 2010. године број становника је 43.828, што је 5.218 (13,5%) становника више него 2000. године.
| Група             | 2000.          | 2010.          |
| Белци             | 27.444 (71,1%) | 27.212 (62,1%) |
| Афроамериканци    | 1.916 (5,0%)   | 3.040 (6,9%)   |
| Азијати           | 4.620 (12,0%)  | 6.421 (14,7%)  |
| Хиспаноамериканци | 3.680 (9,5%)   | 5.876 (13,4%)  |
| Укупно            | 38.610         | 43.828         |